# اتحاد بنين لكرة القدم
تأسس اتحاد بنين لكرة القدم في عام 1962 وانضم إلى الإتحاد الدولي لكرة القدم في 1962 وإنضم إلى الاتحاد الأفريقي لكرة القدم في 1969.